# Classement World Rugby des équipes nationales de rugby à XV
Cet article concerne le classement World Rugby masculin. Pour le classement féminin, voir Classement World Rugby des équipes nationales féminines de rugby à XV.
Le classement World Rugby des équipes nationales de rugby à XV est un classement créé en 2003 par World Rugby (quand il s'appelait encore IRB pour International Rugby Board) qui permet de comparer les performances des équipes nationales masculines de rugby à XV. Il a été publié pour la première fois le 13 octobre 2003, au début de la Coupe du monde, mais ce premier classement prenait en compte tous les résultats depuis 1871. Largement dominé par la Nouvelle-Zélande et l'Afrique du Sud, seuls l'Angleterre, le pays de Galles, l'Irlande et la France ont aussi figuré en tête de ce classement mondial.

## Principes
Le classement est fondé sur un système d'échange de points. Après chaque match international, l'équipe gagnante prend des points à l'équipe perdante. Le nombre de points échangés dépend de la différence de points entre les deux équipes au début du match : il est plus important si l'équipe la moins bien classée remporte le match. Cependant, il est plafonné et varie entre 0 et 2.
Les victoires par plus de quinze points d'écart augmentent le nombre de points échangés de 50 % et les matchs de phase finale de Coupe du monde valent double. Tous les autres matchs internationaux sont traités de la même manière, qu’il s’agisse de matchs de compétitions internationales ou de rencontres amicales. Par ailleurs, l'avantage de jouer à domicile est également pris en compte en la considérant plus forte de trois points.
Toutes les nations ont un nombre de points compris entre 0 et 100, celui de l'équipe classée en tête étant habituellement supérieur à 90.

## Historique

### L'Angleterre inaugure la première place (2003)
Le classement a été publié pour la première fois le 13 octobre 2003, au début de la Coupe du monde. À l'époque, l'Angleterre, en tête avec 89,95 points, devance de très peu la Nouvelle-Zélande (89,80 points). L'Australie, troisième, est loin derrière avec 84,76 points. La victoire de la Nouvelle-Zélande en quart de finale face à l'Afrique du Sud, pendant que l'Angleterre ne gagne aucun point en battant le pays de Galles, lui permet de prendre la tête mais sa défaite la semaine suivante laisse au XV de la Rose, finalement vainqueur de cette Coupe du monde, la première place pendant plusieurs mois[réf. souhaitée].

### Écrasante domination de la Nouvelle-Zélande (2004-2019)
En juin 2004, les Néo-Zélandais reprennent la tête du classement en battant deux fois de suite les Anglais à domicile, 36 à 3 à Dunedin puis 36 à 12 à Auckland. Ils ne la quittent plus jusqu'à la Coupe du monde 2007. L'Afrique du Sud s'empare de la première place après sa victoire face à l'Angleterre en finale et la garde jusqu'au Tri-nations suivant. En effet, lors du premier match en juillet de l'édition 2008, les Néo-Zélandais battent les Sud-Africains à Wellington et les dépassent au classement. La revanche 30 à 28 la semaine suivante à Dunedin rend la place de leader aux Springboks, mais les Blacks s'imposent au Cap le 16 août et remontent sur la plus haute marche pour une année[réf. souhaitée].
Lors du Tri-nations 2009, l'Afrique du Sud devance à nouveau la Nouvelle-Zélande après sa victoire à Durban le 3 août Sa victoire dans ce tournoi lui permet de conserver la tête du classement mais les défaites en France et en Irlande en novembre 2009, combinées aux victoires des All Blacks en Australie, au pays de Galles, en Angleterre puis en France sur la même période, redonnent la place de no 1 aux Néo-Zélandais le 30 novembre. Ceux-ci remportent la Coupe du monde en 2011 face aux Français 8 à 7 et conservent donc leur place de meilleure équipe du monde, celle-ci étant renforcée par les deux titres consécutifs remportés au Rugby Championship (RC) ainsi que par les bons résultats obtenus lors des test matchs de 2012 et 2013[réf. souhaitée].
Par la suite, les All Blacks ne subissent aucune défaite en 2013 ; un nul face aux Wallabies australiens et une défaite aux mains des Boks sud-africains dans le RC 2014 ; de nouveau une seule défaite contre les Australiens lors du RC 2015 (que remportent ces derniers), tandis qu'ils remportent la Coupe du monde ; enfin une unique défaite en test de novembre 2016 face à l'Irlande[réf. souhaitée].

### Bataille pour le trône et prise du pouvoir par l'Afrique du Sud (2019-2022)
Pour la première fois depuis fin 2009, la Nouvelle-Zélande perd sa place de leader du classement au profit du pays de Galles le 19 août 2019 : à la faveur d'une victoire contre l'Angleterre en match de préparation à la Coupe du monde 2019 au Japon, le pays de Galles profite de son Grand Chelem dans le Tournoi quelques mois plus tôt et des résultats mitigés des All Blacks au Rugby Championship. Il devient ainsi la quatrième nation à réaliser cet exploit, et la seconde de l'hémisphère Nord. Toutefois, il la perd deux semaines plus tard au profit de la Nouvelle-Zélande, à la suite d'une défaite face à l'Irlande lors d'un autre test de préparation. Enfin, une seconde victoire des Irlandais face aux Gallois en match de préparation offre pour la première fois la tête du rugby mondial à l'Irlande.
Durant la Coupe du monde 2019, malgré sa large victoire sur l'Écosse 27 à 3 pour son entrée dans la compétition, le XV du Trèfle ne peut empêcher le retour de la Nouvelle-Zélande au sommet de la hiérarchie mondiale, victorieuse de l'Afrique du Sud en ouverture de la poule B. Celle-là est détrônée à son tour par l'Angleterre, victorieuse de la confrontation qui les oppose en demi-finale. L'Angleterre retrouve ainsi le 28 octobre 2019 la couronne mondiale qu'elle avait perdue quinze années plus tôt en 2004, mais ne la conserve toutefois qu'une semaine. En gagnant la finale de la Coupe du monde contre cette même Angleterre (32-12), l'Afrique du Sud reprend la première place mondiale le 2 novembre 2019, première place qu'elle avait dû céder en 2009. 2019 est ainsi une année record, avec pas moins de cinq équipes qui occupent la première place, tandis que 16 équipes atteignent le meilleur classement de leur histoire. En plus du pays de Galles et de l'Irlande, premières pendant les matchs de préparation à la Coupe du monde, le Japon a profité d'un très bon Mondial pour atteindre la 6e place, pendant que les autres équipes ont profité des compétitions locales pour se distinguer : en Amériques centrale et du Sud, le Brésil, l'Uruguay et la Colombie ; en Amérique du Nord, le Mexique ; en Asie, Hong Kong, les Philippines et les Émirats arabes unis ; en Afrique, le Ghana et le Botswana ; et en Europe, les Pays-Bas, la Suisse, le Luxembourg et la Finlande.
Depuis leur victoire lors de la coupe du monde en 2019, qui leur a permis d'obtenir la première place au classement World Rugby, l'Afrique du Sud ne joue pas le moindre match pendant deux ans à cause de l'épidémie de COVID-19 qui remet en question la sécurité des événements et des déplacements dans le territoire, conservant ainsi sa première place. Elle rejoue enfin pour le Rugby Championship 2021 et s'expose à une Nouvelle-Zélande sur le retour. Ainsi, les All Blacks retrouvent la première place mondiale, perdue en 2019, après sa victoire sur l'Afrique du Sud lors de la centième confrontation entre les deux équipes, le 25 septembre 2021. Les deux équipes se succèdent mutuellement à plusieurs reprises,, jusqu'à la fin de la tournée de novembre de 2021, où l'Afrique du Sud prend une petite marge sur la Nouvelle-Zélande, qui a enchaîné deux défaites contre l'Irlande et la France.

### Brève domination de l'Irlande (2022-2023)
Le 11 juillet 2022, la France obtient pour la première fois de son histoire la tête du classement World Rugby, après une courte victoire contre le Japon (20-15) et cumulée à deux défaites historiques de la Nouvelle-Zélande et de l'Afrique du Sud (respectivement opposés à l'Irlande et au pays de Galles). Elle est cependant détrônée dès la semaine suivante par l'Irlande qui reprend les rênes du classement pour la première fois depuis 2019, grâce à sa victoire historique dans le cadre de sa tournée d'été en Nouvelle-Zélande (deux victoires pour une défaite). Elle consolide ensuite sa première place grâce à son Grand Chelem obtenu au printemps 2023 et sa victoire contre l'Afrique du Sud lors de la phase de poules de la Coupe du monde 2023. La France, qui domine elle aussi la Nouvelle-Zélande en poule, consolide sa place de dauphin.

### Partage entre l'Afrique du Sud, l'Irlande et la Nouvelle-Zélande (depuis 2023)
La défaite en quart de finale de l'Irlande face à la Nouvelle-Zélande (28-24) conjuguée à celle de la France face à l'Afrique du Sud (29-28) au même stade de la compétition propulse cette dernière à la première place du classement mondial. Elle conserve son trône à l'issue de la Coupe du monde qu'elle remporte en finale face à la Nouvelle-Zélande. L'Irlande et la Nouvelle-Zélande complètent le podium, tandis que la France est quatrième.
À la suite de la défaite de l'Afrique du Sud face à l'Argentine lors de la 5e journée du Rugby Championship 2024 (28-29), les Springboks perdent la tête du classement au profit de l'Irlande le 22 septembre 2024. Ils reprennent néanmoins la première place le 12 novembre 2024 grâce à leur victoire contre l'Écosse (15-32) et à la défaite de l'Irlande contre la Nouvelle Zélande (13-23). Les All Blacks reprennent la seconde place du classement à la faveur de cette victoire.
Lors du Rugby Championship 2025, l'Afrique du Sud se fait surprendre à l'Ellis Park de Johannesburg et encaisse une lourde défaite infligée par l'Australie (22-38), tandis que les All Blacks s'imposent en Argentine contre les Pumas (24-41), et profitent des échanges de points pour ravir la couronne mondiale.

## Classification des équipes nationales
L'International Rugby Board met en place en 2004 un système de classification des équipes nationales en trois niveaux appelés les tiers : le tier 1 regroupe les six équipes du Tournoi des Six Nations (l'Angleterre, l'Écosse, la France, l'Irlande, l'Italie et le pays de Galles) et les quatre équipes du Rugby Championship (l'Afrique du Sud, l'Argentine, l'Australie et la Nouvelle-Zélande) ainsi que le Japon depuis 2023 ; le tier 2 regroupe 7 des équipes qui se qualifient régulièrement pour la phase finale de la Coupe du monde et ne faisant pas partie du tier 1 (le Canada, les États-Unis, les Fidji, la Géorgie, la Roumanie, les Samoa et les Tonga ; enfin, le tier 3 comprend toutes les autres équipes.
Ce système de répartition est révolu depuis 2008. On retrouve cependant de nombreuses références à cet ancien système dans le nouveau. En effet, une nouvelle classification remplace le système des tiers. Il s'agit d'une classification par bande qui définit les cinq niveaux suivants :
1. le High Performance tier 1, qui regroupe les 11 nations du tier 1
2. le High Performance tier 2 composé de 9 pays du tier 2[Note 1]
3. le Performance 1 comprenant le Chili, l'Espagne, le Portugal et la Russie
4. le Performance 2 composé de sept pays ciblés à fort potentiel de développement
5. le Development, qui regroupe toutes les autres nations divisées en trois groupes : quinze pays dans le Development 1, 28 dans le Development 2 et 29 dans le Development 3 (pour un total de 72 ; devenu 74 en 2019).

| High Performance Tier 1 (11 nations)                                                                                                   | High Performance Tier 2 (9 nations)                                                    | Performance 1 (4 nations)             | Performance 2 (7 nations)                                                                      | Development (74 nations)                                            |
| --- | -------------------------------------------------------------------------------------- | ------------------------------------- | ---------------------------------------------------------------------------------------------- | ------------------------------------------------------------------- |
| - Afrique du Sud - Angleterre - Argentine - Australie - Écosse - France - Irlande - Italie - Japon - Nouvelle-Zélande - Pays de Galles | - Canada - États-Unis - Fidji - Géorgie - Namibie - Roumanie - Samoa - Tonga - Uruguay | - Chili - Espagne - Portugal - Russie | - Belgique - Corée du Sud - Hong Kong - Kenya - Papouasie-Nouvelle-Guinée - Tunisie - Zimbabwe | Toutes les autres, réparties en trois groupes de « développement ». |

Toutes les fédérations membres ou associées à World Rugby sont ici représentées selon leur appartenance à une bande, en 2025.
High perf. tier 1
High perf. tier 2
Perf. 1 tier 3
Perf. 2 tier 3
Dev. membres
Dev. associées

## Classement masculin
Précisions :
- Depuis juin 2024, le classement World Rugby concerne 113 équipes nationales masculines.
- Les variations de places sont par rapport à la semaine précédente
- Les classements « meilleur » et « pire » concernent les dernières périodes d'occurrence[Quoi ?].

| Nation              | Points | Variation +/-   | Classements | Classements               | Classements           |
| Nation              | Points | Variation +/-   | Rang actuel | Meilleur[réf. nécessaire] | Pire[réf. nécessaire] |
| ------------------- | ------ | --------------- | ----------- | ------------------------- | --------------------- |
| Nouvelle-Zélande    | 92,51  | en augmentation | 1           | 1re (2021)                | 5e (2022)             |
| Irlande             | 89,83  | en augmentation | 2           | 1re (2024)                | 9e (2013)             |
| Afrique du Sud      | 89,78  | en diminution   | 3           | 1re (2024)                | 7e (2018)             |
| France              | 87,82  | en stagnation   | 4           | 1re (2022)                | 10e (2019)            |
| Angleterre          | 87,64  | en stagnation   | 5           | 1re (2019)                | 8e (2023)             |
| Australie           | 85,08  | en stagnation   | 6           | 2e (2015)                 | 10e (2024)            |
| Argentine           | 81,60  | en stagnation   | 7           | 3e (2007)                 | 12e (2014)            |
| Écosse              | 81,57  | en stagnation   | 8           | 5e (2023)                 | 12e (2015)            |
| Fidji               | 80,50  | en stagnation   | 9           | 7es (2023)                | 16es (2011)           |
| Italie              | 77,77  | en stagnation   | 10          | 8e (2024)                 | 15e (2021)            |
| Géorgie             | 74,69  | en stagnation   | 11          | 11e (2023)                | 23e (2004)            |
| Pays de Galles      | 74,05  | en stagnation   | 12          | 1er (2019)                | 14e (2025)            |
| Samoa               | 72,48  | en stagnation   | 13          | 7es (2013)                | 17es (2018)           |
| Japon               | 72,29  | en stagnation   | 14          | 7e (2019)                 | 20e (2006)            |
| Espagne             | 69,12  | en stagnation   | 15          | 13e (2006)                | 20e (2023)            |
| États-Unis          | 68,45  | en stagnation   | 16          | 12es (2018)               | 20es (2008)           |
| Uruguay             | 67,52  | en stagnation   | 17          | 14e (2005)                | 23e (2017)            |
| Portugal            | 66,44  | en stagnation   | 18          | 13e (2023)                | 30e (2015)            |
| Tonga               | 65,46  | en stagnation   | 19          | 9es (2011)                | 20es (2006)           |
| Chili               | 63,83  | en stagnation   | 20          | 20e (2025)                | 30e (2019)            |
| Roumanie            | 62,67  | en stagnation   | 21          | 15e (2022)                | 32e (2005)            |
| Belgique            | 61,20  | en stagnation   | 22          | 22e (2025)                | 55e (2004)            |
| Hong Kong           | 59,98  | en stagnation   | 23          | 21e (2022)                | 39e (2010)            |
| Zimbabwe            | 58,80  | en stagnation   | 24          | 24e (2025)                | 56e (2007)            |
| Canada              | 57,75  | en stagnation   | 25          | 11e (2011)                | 25e (2025)            |
| Pays-Bas            | 57,01  | en stagnation   | 26          | 23e (2018)                | 48e (2008)            |
| Namibie             | 56,97  | en stagnation   | 27          | 18e (2017)                | 29e (2006)            |
| Brésil              | 55,90  | en stagnation   | 28          | 26e (2019)                | 42e (2015)            |
| Suisse              | 55,26  | en stagnation   | 29          | 26e (2023)                | 52e (2007)            |
| Pologne             | 54,06  | en stagnation   | 30          | 29e (2011)                | 37e (2007)            |
| Suède               | 52,93  | en stagnation   | 31          | 30e (2025)                | 55e (2015)            |
| Russie              | 52,06  | en stagnation   | 32          | 17e (2007)                | 32e (2025)            |
| Tchéquie            | 50,89  | en stagnation   | 34          | 27e (2003)                | 37e (2019)            |
| Allemagne           | 50,37  | en stagnation   | 35          | 26e (2015)                | 36e (2011)            |
| Kenya               | 50,09  | en stagnation   | 35          | 28e (2015)                | 51e (2003)            |
| Corée du Sud        | 49,29  | en stagnation   | 36          | 22e (2003)                | 36e (2025)            |
| Mexique             | 48,50  | en stagnation   | 37          | 37e (2025)                | 56e (2015)            |
| Paraguay            | 48,35  | en stagnation   | 38          | 35e (2003)                | 41e (2011)            |
| Maroc               | 47,54  | en stagnation   | 39          | 19e (2004)                | 56e (2016)            |
| Émirats arabes unis | 47,45  | en stagnation   | 40          | 39e (2025)                | 96e (2012)            |

## Règle de calcul des points échangés
Pour calculer le nombre de points gagnés ou perdus par une équipe après un match, on calcule d'abord {\displaystyle D}, la différence de points qu'elle a avec l'équipe adverse avant le match :
 avec
- {\displaystyle B=3} si l'équipe joue à domicile,
- {\displaystyle B=-3} si elle joue à l'extérieur
- {\displaystyle B=0} si le match se joue sur terrain neutre.

Ce nombre {\displaystyle D} est plafonné entre  {\displaystyle -10} et {\displaystyle +10}  (si l'on a un écart de 13 par exemple, alors  {\displaystyle D=10}).
Le nombre de points échangés est proportionnel à {\displaystyle D}, et pour le calculer on calcule d'abord un nombre {\displaystyle P}, selon la formule suivante : 
- {\displaystyle P=1-D/10}  si l'équipe gagne ;
- {\displaystyle P=-(1+D/10)}  si l'équipe perd ;
- {\displaystyle P=-D/10}  s'il y a match nul.

Ainsi, en cas de victoire de l'équipe, on a  {\displaystyle P=2}  si  {\displaystyle D=-10}  (victoire surprenante) mais  {\displaystyle P=0}  si  {\displaystyle D=10}  (victoire prévisible).
De même, en cas de défaite, on a  {\displaystyle P=-2}  si {\displaystyle D=10}  mais {\displaystyle P=0}  si {\displaystyle D=-10}. Après un match nul, {\displaystyle P=-1}  si {\displaystyle D=10}  et {\displaystyle P=1}  si  {\displaystyle D=-10}.
Enfin, selon le score et l'importance du match, on prend en compte un coefficient multiplicateur {\displaystyle C}, par lequel on va multiplier {\displaystyle P} pour obtenir le nombre de points échangés. On a:
- {\displaystyle C=1}  pour une victoire de 15 points ou moins;
- {\displaystyle C=1{,}5}  pour une victoire avec plus de 15 points d'écart ;
- {\displaystyle C=2}  pour une victoire en Coupe du monde, avec 15 points d'écart ou moins ;
- {\displaystyle C=3}  pour une victoire en Coupe du monde, avec plus de 15 points d'écart.

En définitive, le nombre de points de l'équipe varie donc de {\displaystyle C\times P}  points. À noter que celui de l'équipe adverse variera en revanche de {\displaystyle -C\times P}  points (le calcul est exactement le même, on prend seulement à chaque fois une valeur de {\displaystyle D} et de {\displaystyle P} opposée).